# USS Grampus (SS-207)
USS Grampus (SS-207) – amerykański okręt podwodny z czasów drugiej wojny światowej typu Tambor, o wyporności w zanurzeniu 2370 ton. Okręt został zwodowany 23 grudnia 1940 w stoczni Electric Boat w Groton, po czym przyjęty do służby w marynarce amerykańskiej 23 maja 1941. Po japońskim ataku na Pearl Harbor przeszedł z Atlantyku na Pacyfik, docierając przez Kanał Panamski na Hawaje 1 lutego 1942. W maju 1942, wraz z dwoma innymi jednostkami swojego typu — USS „Tautog” (SS-199) i „Gar” (SS-206) — oraz USS „Greenling” (SS-213) typu Gato, „Grampus” wziął udział w nieudanej operacji przeciw uchodzącemu z pola bitwy na Morzu Koralowym, uszkodzonemu lotniskowcowi „Shōkaku”. W trakcie wojny na Pacyfiku ukończył ogółem pięć patroli bojowych z rezultatem w postaci jednego potwierdzonego przez JANAC zatopienia  na południe od atolu Truk, tankowca „Kaijo Maru Nr 2” o pojemności 8636 ton. Podczas czwartego patrolu bojowego w dniach 2 października - 23 listopada 1942 zabrał na pokład czterech obserwatorów wybrzeża, których mimo obecności japońskiego niszczyciela wysadził na wyspie Vella Lavella w archipelagu Wysp Salomona. W czasie patrolu „Grampus” zauważył wiele japońskich okrętów wojennych, w tym kilka dużych konwojów. Chociaż przeprowadził serię ataków, po których był wielokrotnie atakowany bombami głębinowymi przez okręty eskorty, „Grampusowi” nie przypisano zatopienia żadnego statku.
Okręt zatonął w niewyjaśnionych do dziś okolicznościach w trakcie swojego szóstego patrolu, zatopiony być może 5 marca 1943 w przeddzień bitwy w cieśninie Blackett przez japońskie niszczyciele „Minegumo” i „Murasame”. Według innej wersji wydarzeń, „Grampus” mógł zostać zatopiony przez japoński samolot, wcześniej – 19 lutego tego samego roku w okolicy wyspy Vella Lavella. Żadnej z tych wersji nie udało się dotąd potwierdzić, toteż data, miejsce oraz przyczyna zatonięcia okrętu wciąż pozostają tajemnicą.